# Dystypoptila triangularis
Dystypoptila triangularis är en fjärilsart som beskrevs av W. Warren 1895. Dystypoptila triangularis ingår i släktet Dystypoptila och familjen mätare. Inga underarter finns listade i Catalogue of Life.